# 波蘭奧林匹克委員會
波蘭奧林匹克委員會（波蘭語：Polski Komitet Olimpijski, PKOl），是波蘭的國家奧林匹克委員會。該組織成立於1918年，是國際奧林匹克委員會和歐洲奧林匹克委員會的成員。1924年，首次派員參加在法國巴黎舉行的夏季奧運會。
現時，波蘭奧林匹克委員會的總部設在首都華沙，主席是Andrzej Kraśnicki。

## 資料來源
1. ↑  .   [2014-06-21]. （原始内容存档于2008-07-31）.